# كهوف زبراشوف أراجونيت
كهوف زبراشوف أراجونيت هي منطقة محمية في مقاطعة برشيروف، التشيك، والتي تم إعلانها كمعلم طبيعي وطني لحماية المناطق الكارستية الحرارية المائية الهامة في أوروبا. وهي تشمل كهوف، وكذلك الغابات المحيطة.

### الحواشي
1. ↑  مذكور في: قاعدة بيانات مشتركة حول المناطق المخصصة. الوصول: 26 يونيو 2021. لغة العمل أو لغة الاسم: الإنجليزية.
2. ↑  "Zbrašovské aragonitové jeskyně". Správa jeskyní ČR. مؤرشف من الأصل في 2021-05-16. اطلع عليه بتاريخ 2012-11-27.
3. ↑  "The Zbrašovské Aragonite Caves". Cave Administration of the Czech Republic. 2013. مؤرشف من الأصل في 2020-12-05. اطلع عليه بتاريخ 2013-02-02.

### الفهرس
- Hromas, Jaroslav (ed.) a kolektiv (2009). "Zbrašovské aragonitové jeskyne". Chránená území CR, svazek XIV. Jeskyne (بالتشيكية). Praha: Agentura ochrany prírody a krajiny CR a EkoCentrum Brno. pp. 363–365. ISBN:978-80-87051-17-7.
- Zajícek, Petr (2010). "Zbrašovské aragonitové jeskyne". Jeskyne Ceské republiky (بالتشيكية). Praha: Academia. pp. 126–128. ISBN:978-80-200-1840-3.

## وصلات خارجية
- Official web of the Zbrašovské Aragonite Caves نسخة محفوظة 5 ديسمبر 2020 على موقع واي باك مشين.
- Official facebook of the Zbrašovské Aragonite Caves
- Virtual tour of the Zbrašov Aragonite Caves